# Pierre-Nicolas Chrétien
Pierre-Nicolas Chrétien, né entre 1759 et 1761 et mort en l’an X, est un commerçant et révolutionnaire français.

## Biographie
Chrétien est un cafetier (« limonadier ») tenant un établissement dans la rue Neuve-Saint-Marc pour lequel on retrouve dans un abonnement la dénomination café des Amis-de-la-Patrie,. Son établissement s’avère être un lieu de réunion, notamment de septembriseurs, de militants et sympathisants de sa section Lepeletier,. En l’an III, son café reçoit des qualificatifs comme la « caverne de voleurs » ou bien l’« antre de Polyphème ».
Canonier de sa section — qu’il domine fin 1793 —, il est un membre actif du Club des jacobins, devient commissaire révolutionnaire, puis juré au Tribunal révolutionnaire en l’an II,,. La Convention le délègue en outre aux îles Sous-le-Vent. Il démontre un tempérament tumultueux, Pierre Labracherie le décrivant comme un « fougueux sans-culotte ». Bien qu’acquitté par le Tribunal, il reste emprisonné durant l’an III, puis accusé l’an suivant avec Gracchus Babeuf, par la suite arrêté puis libéré. En déportation en l’an X, le navire qui le tranporte fait naufrage : il y trouve ainsi la mort.